# Marebito
(Shin'ya Tsukamoto in una scena del film, in riferimento all'uomo che si è suicidato nella metropolitana)
Marèbito è un film del 2004 diretto da Takashi Shimizu.

## Trama
Il cameraman freelance Takuyoshi Masuoka si porta appresso una macchina fotografica ovunque vada; dopo aver visto un uomo spaventato infilarsi un coltello in un occhio per suicidarsi, diventa ossessionato dal caso e, volendo comprendere la paura che l'uomo deve aver provato prima di morire, scende in una labirintica area sotterranea sotto Tokyo, dove vede creature umanoidi che camminano a carponi piagnucolando come cani; durante la ricerca, Masuoka incontra un abitante senzatetto che lo avverte dei "Dero". In seguito, incontra il fantasma di Kuroki, l'uomo che si è ucciso, e, dopo ore di ricerca, scopre un villaggio costruito dagli abitanti sotterranei. Trova una ragazza nuda e incatenata a un muro e la porta nel proprio appartamento, notando che non mangia, non beve e non parla.
La ragazza, che Masuoka chiama "F", sembra essere qualcosa di sconosciuto e l'uomo ne diventa ossessionato (tanto da installare telecamere che gli consentano di osservarla dal cellulare quando esce dall'appartamento). Durante un'uscita al centro commerciale, Masuoka vede F parlare con qualcuno fuori campo mentre un uomo minaccioso appare dietro di lui; in seguito, quando torna all'appartamento, una donna con una giacca gialla si nasconde sulle scale fuori dalla sua porta. All'interno, Masuoka trova F in preda alle convulsioni e tenta senza successo di darle da mangiare; scopre che mancano dodici secondi di riprese della telecamera e riceve una misteriosa telefonata che lo avverte che è in guai seri.
Dopo essere stato picchiato da uno sconosciuto che stava filmando, Masuoka si ferisce un dito sull'obiettivo rotto e torna a casa; lì scopre che F si nutre di sangue quando lei gli lecca il dito e, di conseguenza, si taglia per nutrirla: da quel momento, inizia a prendersi cura di lei (fornendole carcasse di animali), tuttavia, la tratta più come un animale domestico che come un essere umano. Tempo dopo, la donna in giallo lo affronta per strada, dicendogli che la ragazza è la loro figlia Fuyumi e gli chiede dove sia ora; Masuoka nega di avere una figlia e fugge, tornando all'appartamento per scoprire che è stato scassinato e che F è scomparsa. Vaga per le strade alla ricerca di F e incontra l'uomo in nero che, parlandogli telepaticamente, gli esprime la sua delusione per il modo in cui l'ha trattata; in seguito, quando torna nel proprio appartamento, Masuoka scopre che F è tornata e vede che le sue mani sono insanguinate.
Quando Masuoka lascia il proprio appartamento, la donna in giallo lo segue e gli chiede di parlare; si dirigono verso un vicolo e l'uomo accende la videocamera; la donna gli dice ancora una volta che vuole vedere sua figlia ma l'uomo la accoltella a morte. Successivamente, uccide una giovane ragazza che ha incontrato con la scusa di filmare materiale pornografico: drena il loro sangue in bottiglie e lo dà da mangiare a F; in seguito, va al telefono pubblico e parla con lo sconosciuto, il quale concorda sul fatto che l'uomo ora si stia prendendo più cura della ragazza. Durante un servizio giornalistico sul luogo del secondo omicidio, Masuoka vede una donna che aveva già filmato nel suo appartamento; porta F fuori dall'appartamento e la abbandona per un po' in una sala karaoke per poi viaggiare da solo. Seduto su un molo, discute del suo interesse per la paura con il fantasma di Kuroki.
Masuoka diventa un senzatetto e dorme nel parco dove ha ucciso la giovane ragazza; ammette brevemente a sé stesso di aver ucciso sua moglie e una sconosciuta e di aver trattato sua figlia come un animale prima di vedere un paio di Deros e trovare un cellulare che lo guida al suo vecchio appartamento dove trova F. Il fantasma di sua moglie appare dietro Masuoka, all'interno di un ascensore, ed entra nell'appartamento per trovare una debole F sul pavimento: finalmente, la ragazza gli parla per la prima volta e lui si taglia la bocca per darle da mangiare. Alla fine del film, F riporta Masuoka nei sotterranei e lo filma mentre sembra che abbia finalmente scoperto la stessa paura che inizialmente lo aveva incuriosito.

## Produzione
Il regista Takashi Shimizu ha girato il film in digitale e in soli otto giorni con a disposizione un budget ridottissimo di circa 42000 dollari, subito dopo aver terminato la produzione di Ju-on: Rancore e poco prima di iniziare quella del suo remake americano, The Grudge.